# Prairie
|  | Per a altres significats, vegeu «Prairie du Rocher». |

Prairie és una comunitat no incorporada al Comtat de Randolph (Illinois, EUA). Prairie és a 4 milles (6.4 km) al sud-est de Red Bud.